# TBD蹂躪者式魚雷轟炸機
TBD毀滅者式魚雷轟炸機（英語：TBD Devastator）是美國海軍一款魚雷轟炸機，由道格拉斯飛行器公司生產。它是美國海軍第一款全金屬、單翼設計的魚雷轟炸機。

## 生產及服役

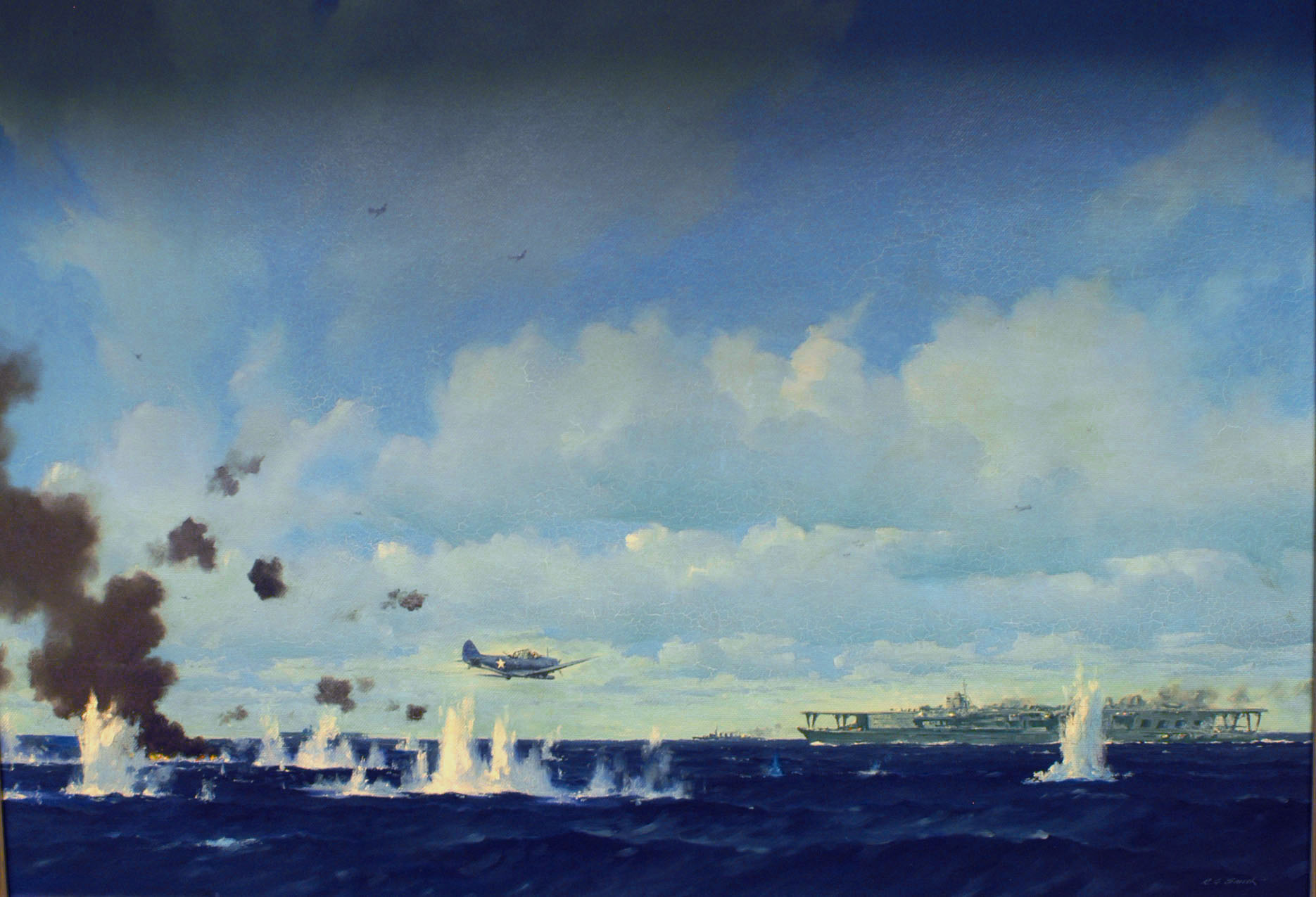
中途島海戰時在海面上低飛投魚雷的TBD

TBD轟炸機於1934年開始生產，在1935年試飛，總共生產130架，並在1937年起陸續派駐航空母艦服役。1939年第二次世界大戰爆發後，海軍發現TBD性能已經落伍，開始研發新一代的魚雷轟炸機（即後來的TBF復仇者式轟炸機），只是未能趕在太平洋戰爭爆發前完成。

### 珊瑚海海戰
TBD參與了太平洋戰爭初期戰事，並在1942年5月珊瑚海海戰擊沉了祥鳳號航空母艦。

### 中途島海戰
TBD在1942年6月4日至7日的中途島海戰幾乎全軍覆沒，41架出擊飛機只有6架成功返航，發射的魚雷沒有命中任何目標。TBD的慘痛犧牲反而造就了SBD無畏式俯衝轟炸機偷襲成功，這令大日本帝國海軍在短短5分鐘之內失去赤城、加賀和蒼龍三艘主力航空母艦，但美國海軍仍隨即將餘下的TBD撤出前線退役，並以TBF復仇者式取代。少量的TBD在大西洋及美國本土留作訓練機師及技師的用途，但到1944年亦悉數拆毀。

## 生產次型
- XTBD-1

原型機，發動機為XR-1830-60（800hp），只生產1架。
- TBD-1

主要生產型，發動機改為R-1830-64（850hp），共生產129架。
- TBD-1A

裝上兩個浮筒的TBD-1，僅生產1架。

## 使用國家
- 美国

## 流行文化
- 1976年拍攝的電影《中途島戰役（英语：Midway (1976 film)）》，當中出場的TBD魚雷機其實是由外表相似的SB2U俯衝轟炸機充當
- 2019年拍攝的電影《決戰中途島》，劇組用道具和電腦動畫還原了在中途島戰役當中的TBD魚雷機